# Llista de municipis de Biscaia
- Abadiño
- Abanto-Zierbena
- Ajangiz
- Alonsotegi
- Amorebieta
- Amoroto
- Arakaldo
- Arantzazu
- Areatza
- Arrankudiaga
- Arratzu
- Arrieta
- Arrigorriaga
- Artea
- Artzentales
- Atxondo
- Aulesti
- Bakio
- Balmaseda
- Barakaldo
- Barrika
- Basauri
- Bedia
- Berango
- Bermeo
- Berriatua
- Berriz
- Bilbao
- Busturia
- Derio
- Dima
- Durango
- Ea
- Elantxobe
- Elorrio
- Erandio
- Ereño
- Ermua
- Errigoiti
- Etxebarri, Anteiglesia de San Esteban-Etxebarri Doneztebeko Elizatea
- Etxebarria
- Forua
- Fruiz
- Galdakao
- Galdames
- Gamiz-Fika
- Garai
- Gatika
- Gautegiz-Arteaga
- Gernika-Lumo
- Getxo
- Lekeitio
- Mundaka
- Ondarroa
- Portugalete
- Santurtzi
- Sestao
- Zalla